# لا كريفاسي
لا كريفاسي (بالإنجليزية: La Crevasse)‏ هو أحد جبال سلسلة جبال الألب بينيني وجزء من القمة الأم يقع في كانتون فاليز, سويسرا. يبلغ ارتفاع الجبل حوالي 1808 متر، بينما يبلغ ارتفاع نتوء الجبل 202 متر.